# 256547 Davidesmith
256547 Davidesmith este un asteroid din centura principală de asteroizi.

## Descriere
256547 Davidesmith este un asteroid din centura principală de asteroizi. A fost descoperit pe 22 aprilie 2007 la observatorul Airglow din munții Laurel, de David R. Skillman. Asteroidul prezintă o orbită caracterizată de o semiaxă mare de 3,03 ua, o excentricitate de 0,09 și o înclinație de 11,2° în raport cu ecliptica.